# Saxum Visitor Center
Saxum Visitor Center – multimedialne muzeum w miejscowości Abu Ghausz w Izraelu. To
centrum multimedialne poświęcone jest historii Starego i Nowego Testamentu, kalendarium Biblii i miejscom Ziemi Świętej. 
Od lokalizacji Saxum bierze swój początek 18-kilometrowy szlak turystyczny The Emmaus Trail (Szlak Emaus), który kończy się przy klasztorze w Emaus Nikopolis. 

## Historia powstania
Saxum Visitor Center powstało z inicjatywy członków i współpracowników Opus Dei w celu umożliwienia odwiedzającym, nie tylko chrześcijanom, w sposób interaktywny, pogłębienia wiedzy o Ziemi Świętej. Muzeum zainaugurowano w roku 2019 w obecności ministra turystyki Izraela i bp. Giacinto Marcuzzo, biskupa pomocniczego Łacińskiego patriarchatu Jerozolimy. Myślą przewodnią Centrum Saxum jest ułatwienie pielgrzymom i turystom uzyskania ogólnego obrazu wszystkiego, co widzieli i czego nauczyli się w Ziemi Świętej.

## Zakres ekspozycji
Dzięki wykorzystanie środków multimedialnych (mapy, filmy i projekcje 4D) zwiedzający może zrobić wycieczkę po miejscach świętych w Izraelu i bliżej poznać religijną historię żydów i chrześcijan. Wydarzenia biblijne zostały przedstawione na osi czasu w kontekście historii cywilizacji, a wielka kamienna mapa przedstawia podróż Abrahama i Mojżesza do Ziemi Obiecanej. W ekspozycji muzealnej wykorzystano m.in. ekrany dotykowe i prezentacje 4D dla przedstawienia Jerozolimy i miejsc Świętych. Poza tym ośrodek oferuje miejsce spotkań, dyskusji, dialogu międzykulturowego, kontemplacji i odnowy duchowej, a także punkt informacyjny dla udających się na 18 kilometrowy szlak Emaus, który zaczyna się w Saxum, a kończy w Emaus Nikopolis.
Za naukowe opracowanie treści odpowiada Jerozolimski Instytut Języków i Nauk Humanistycznych Polis (Polis - The Jerusalem Institute of Languages and Humanities). 

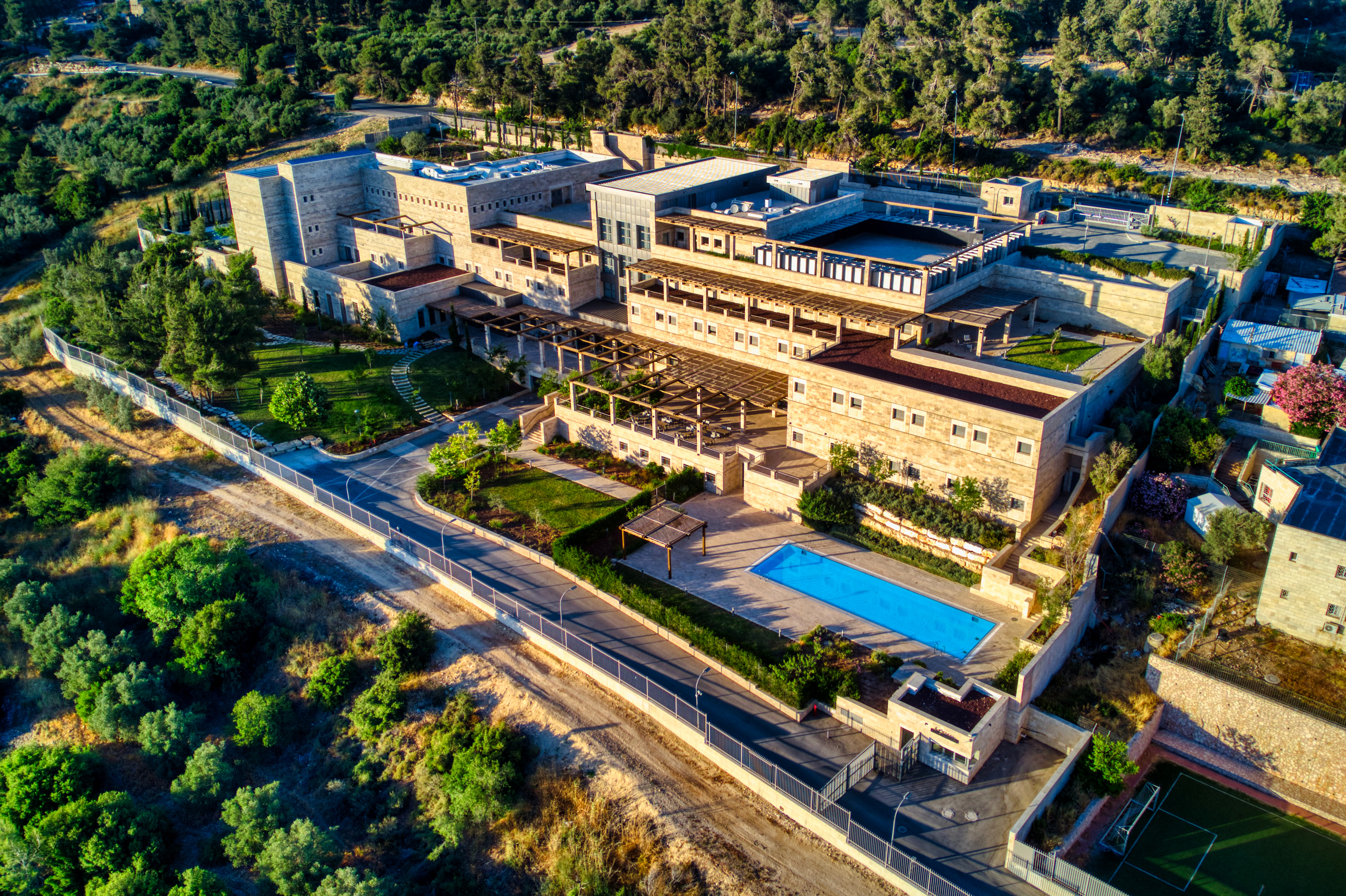
Obszar muzeum zajmuje prawą górną część kompleksu Saxum
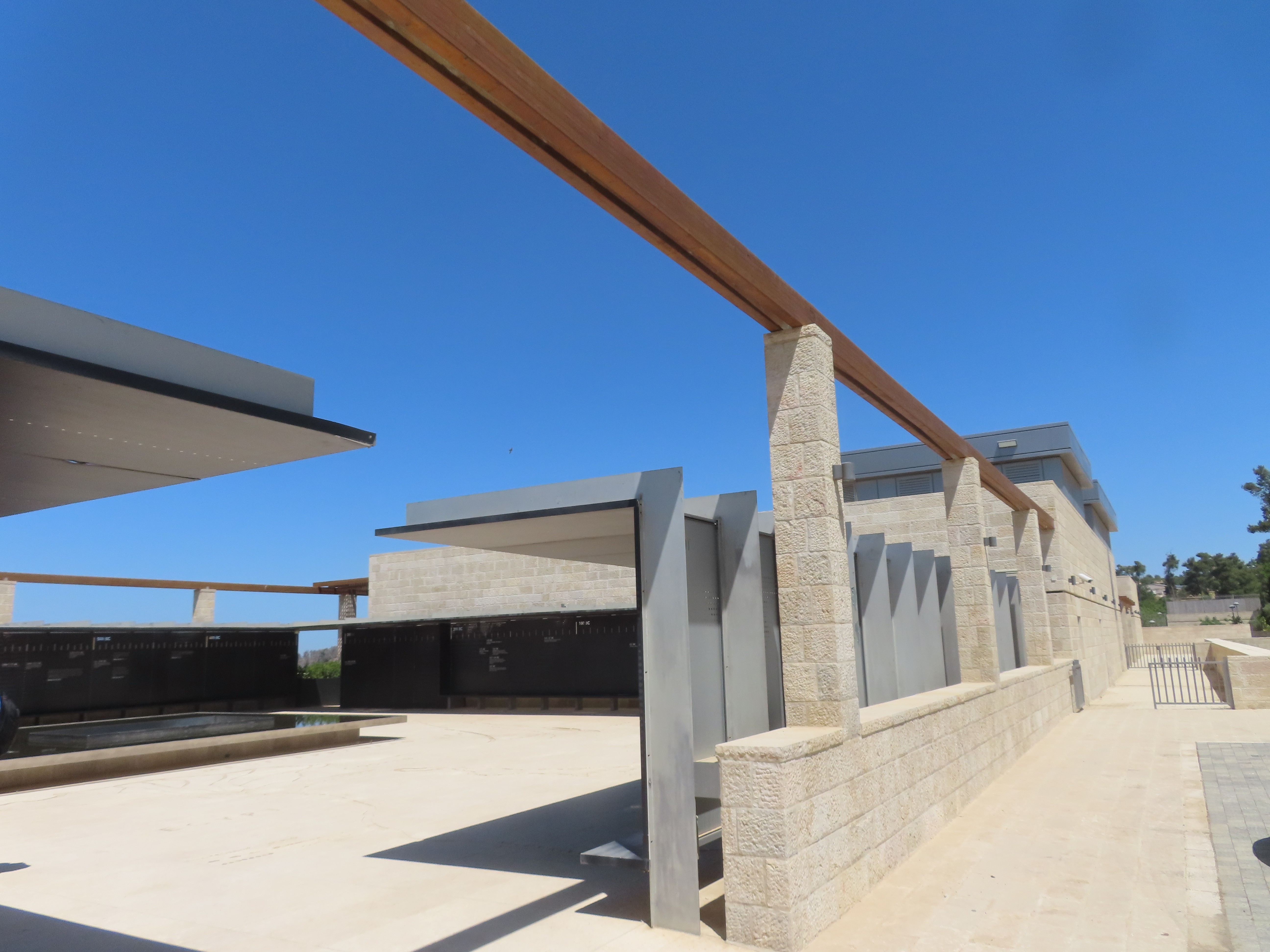
Muzeum od strony wejścia
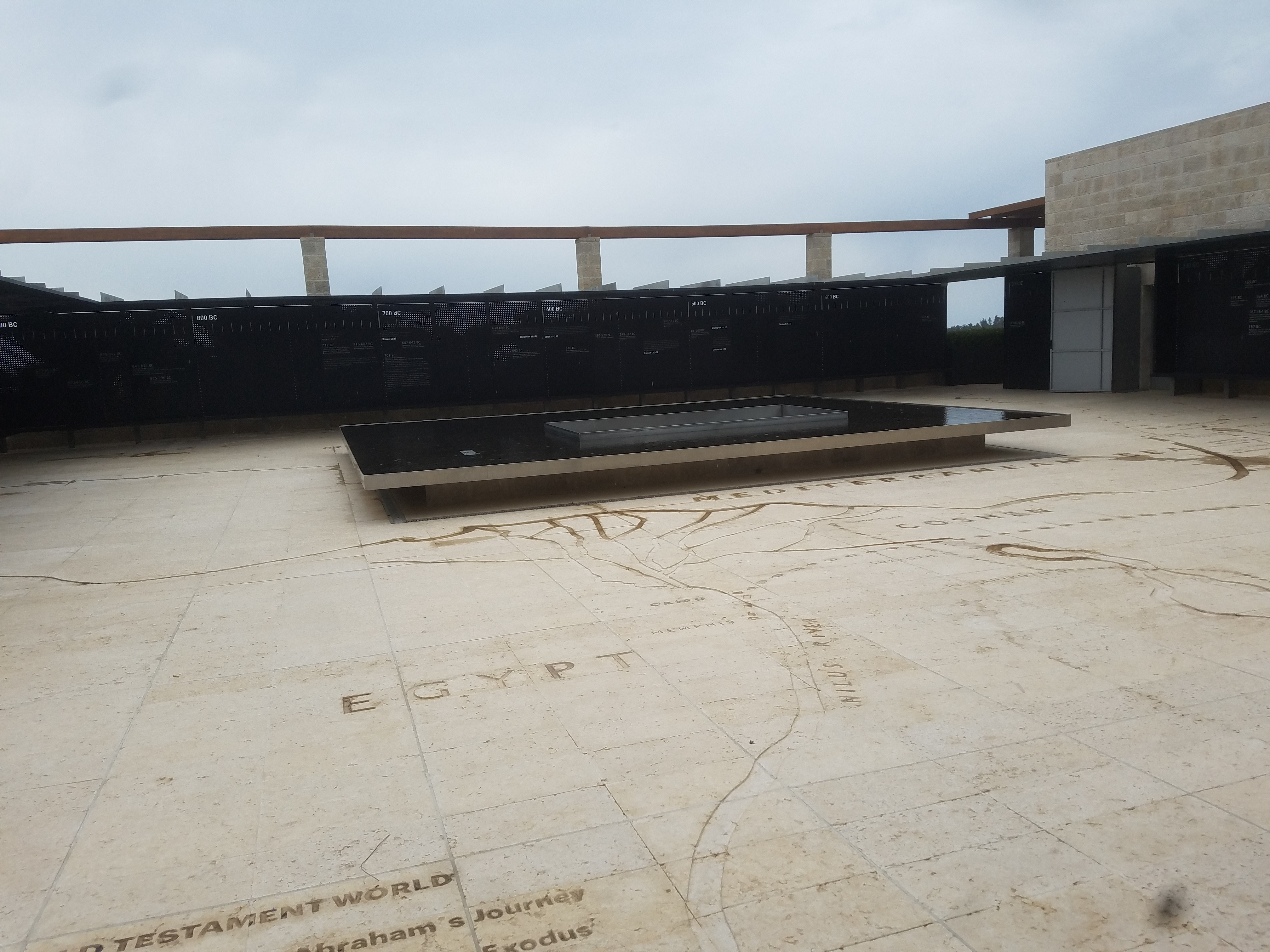
Fragment wizualizacji geografii biblijnej
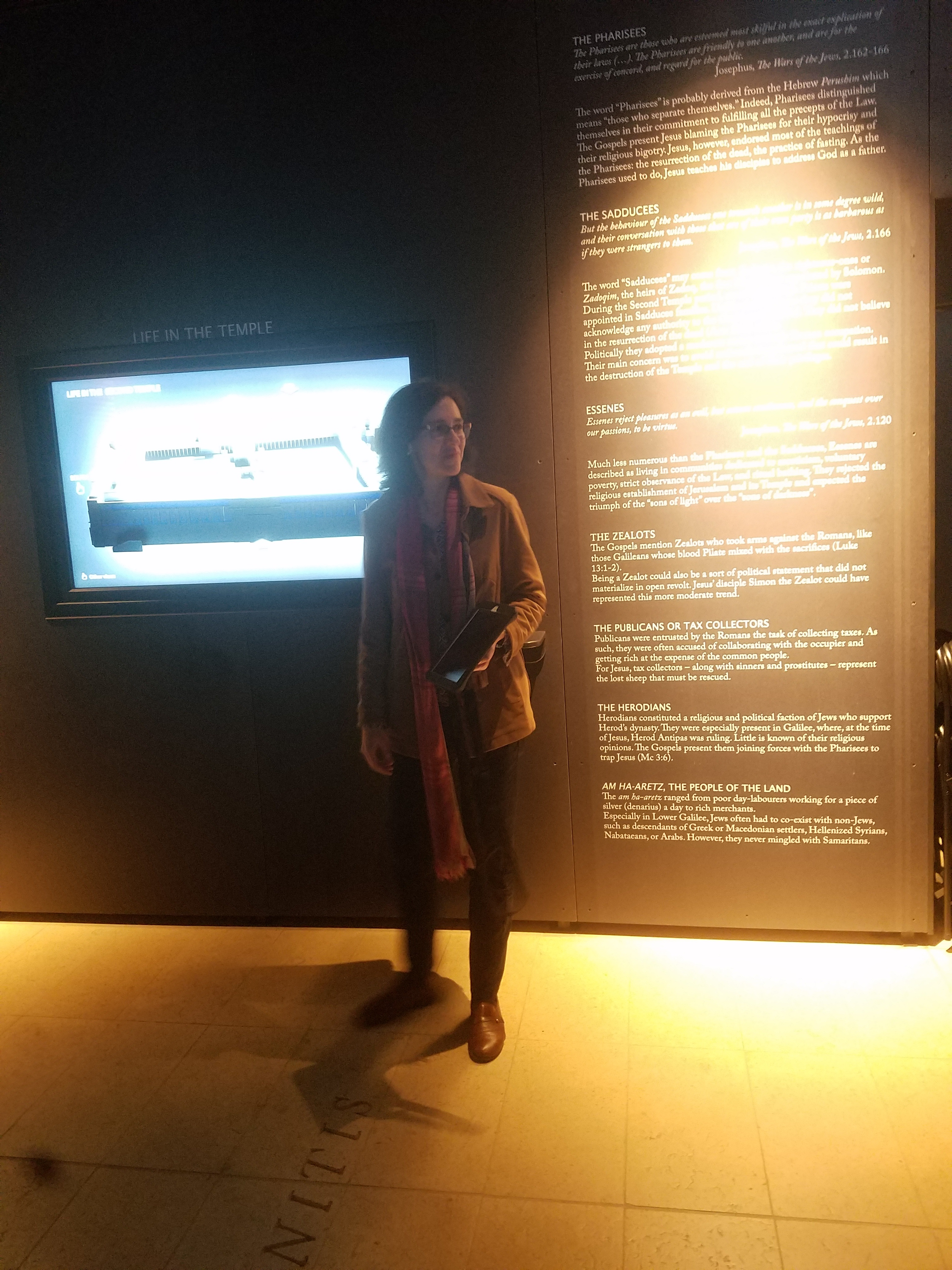
Fragment ekspozycji